# Incidenter tantum
Incidenter tantum è una locuzione latina che significa "in via puramente incidentale".

## Uso
Viene usata in campo giuridico per indicare la risoluzione di una questione da parte del giudice nell'ambito di un processo, decisione adottata ai soli fini della controversia di cui è investito senza effetto di giudicato esterno.